# Sant’Anna dei Palafrenieri
Sant’Anna dei Palafrenieri ist eine der Heiligen Anna gewidmete Pfarrkirche in der Vatikanstadt.
Mit den Lateranverträgen von 1929 ging der Pfarrbezirk an den Augustinerorden; die Palafrenieri erhielten als neue Pfarrkirche stattdessen Santa Caterina della Rota.

## Gebäude
Mit seinem motu proprio vom 20. November 1565 beauftragte Papst Pius IV. die Bruderschaft der Palafrenieri damit, in der Nähe des Apostolischen Palastes eine Kirche zu errichten. Sie wurde 1583 geweiht. Architekt war Giacomo da Vignola.

## Madonna dei Palafrenieri

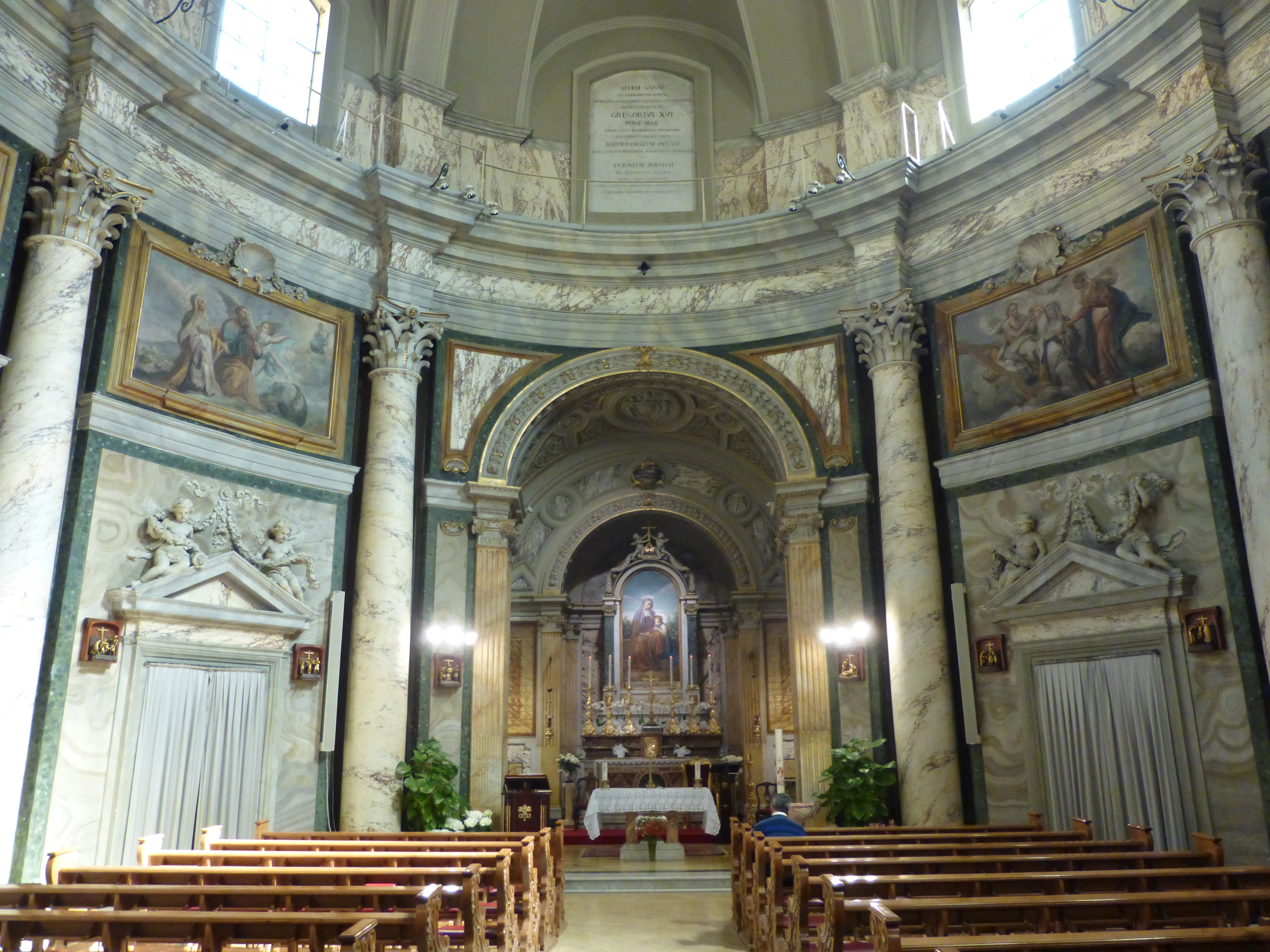
Inneres

1603 bestellte die Bruderschaft bei Caravaggio ein Gemälde der Hl. Anna für den Altar der Palafrenieri im Petersdom. Das 1605/06 ausgeführte Werk Madonna mit Kind und der Hl. Anna wurde eine kurze Zeit lang in der Pfarrkirche ausgestellt und dann an Kardinal Scipione Borghese verkauft, weshalb es heute in der Galleria Borghese zu sehen ist.

## Orgel

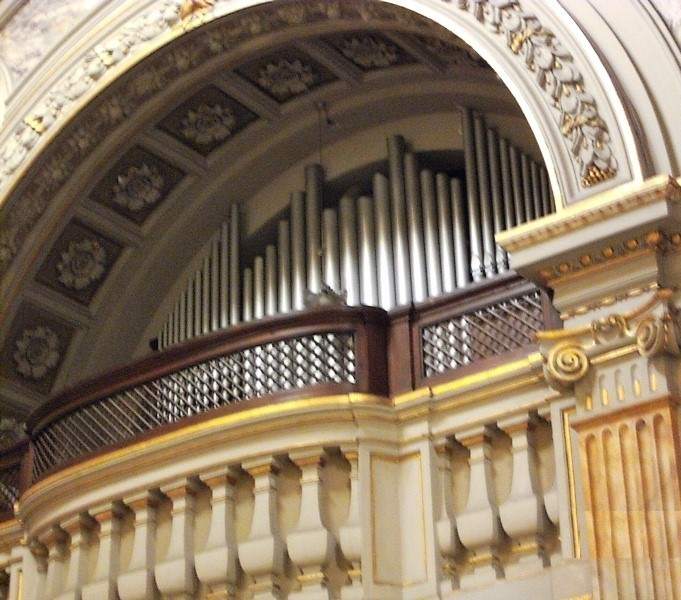
Migliorini-Orgel im Chorraum

Auf der rechten Sängertribüne steht eine Orgel, die 1931 von dem Orgelbauer Giuseppe Migliorini erbaut wurde. Das Instrument hat zwölf Register auf zwei Manualen und Pedal, die Trakturen sind elektrisch.
| I Grand’Organo C–c4 |    |
| Principale          | 8′ |
| Flauto              | 8′ |
| Ottava              | 4′ |
| Ripieno V           |    |
| Dulciana            | 8′ |

| II Espressivo C–c4 |    |
| Bordone            | 8′ |
| Viola di gamba     | 8′ |
| Coro viole         | 8′ |
| Flauto             | 4′ |
| Oboe               | 8′ |
| Tremolo            |    |

| Pedal C–f1 |     |
| Bordone    | 16′ |
| Basso      | 8′  |

## Trivia
Die östliche Fassade der Pfarrkirche bildet an dieser Stelle die Grenze zwischen dem Staat der Vatikanstadt und Italien.